# Tour de la province de Syracuse
Le Tour de la province de Syracuse (en italien : Giro della Provincia di Siracusa) est une ancienne course cycliste italienne disputée de 1998 à 2001 dans la province de Syracuse en Sicile. Il a succédé au Tour de l'Etna et était organisée par RCS Sport. Il a été remplacé en 2002 par le Trofeo Arancia Rossa, qui n'a connu qu'une édition remportée par Fabio Baldato.
Certaines sources donnent le palmarès du Tour de l'Etna en palmarès du Tour de la province de Syracuse.

## Palmarès
| Année | Vainqueur          | Deuxième          | Troisième         |
| 1998  | Nicola Minali      | Silvio Martinello | Ján Svorada       |
| 1999  | Alessandro Baronti | Marco Velo        | Giuseppe Palumbo  |
| 2000  | Marco Zanotti      | Nicola Minali     | Gabriele Balducci |
| 2001  | Mario Cipollini    | Nicola Minali     | Marco Zanotti     |
| 2002  | Fabio Baldato      | Mario Manzoni     | Mikhaylo Khalilov |

## Sources
- (it) Cet article est partiellement ou en totalité issu de l’article de Wikipédia en italien intitulé « Giro della Provincia di Siracusa » (voir la liste des auteurs).
- Encyclopédie mondiale du cyclisme, Pascal Sergent, Guy Crasset, Hervé Dauchy (Éditions De Eecloonaar)